# Yobani Ricardo
Yobani Ricardo (Tolú, Sucre, Colombia; 12 de enero de 1990) es un futbolista colombiano. Juega de Volante Extremo. 

## Clubes
| Club                   | País     | Año         |
| ---------------------- | -------- | ----------- |
| Junior de Barranquilla | Colombia | 2008 - 2012 |
| Barranquilla F. C.     | Colombia | 2011 - 2013 |
| Jaguares de Córdoba    | Colombia | 2013 - 2014 |
| Cúcuta Deportivo       | Colombia | 2014 - 2015 |
| Jaguares de Córdoba    | Colombia | 2015 - 2016 |
| Atlético Huila         | Colombia | 2016        |
| Envigado F. C.         | Colombia | 2017        |